# 피아노 협주곡 1번 (멘델스존)
멘델스존의 피아노 협주곡 1번 G단조 Op. 25는 교향곡 4번과 거의 같은 시기에 작곡되었다. 이 협주곡은 작곡가가 뮌헨에서 피아니스트 델핀 폰 샤우로트를 만난 후 이탈리아 여행 중 로마에서 작곡되었다. 협주곡은 그녀에게 헌정되었다. 그는 자신의 교향곡 1번과 한여름 밤의 꿈 서곡의 공연도 포함된 초연에서 이 작품을 직접 연주했다.

세 연결된 악장은 여러 비교적 새로운 형식적인 기술을 사용한다. 협주곡은 빠르게 인기를 얻었고 멘델스존의 전문 분야 중 하나인 즉흥 연주 섹션이 많이 포함되어 있다. 플루트 2개, 오보에 2개, 클라리넷 2개, 바순 2개, 호른 2개, 트럼펫 2개, 팀파니 및 현악기로 악기편성이 되어 있다.
1. Molto allegro con fuoco in G minor
2. Andante in E major
3. Presto—Molto allegro e vivace in G major

멘델스존은 "나는 며칠만에 거의 부주의하게 썼다"라고 말했다. 그러나 협주곡은 매우 인기가 있었다.